# Креативни центар (издавачка кућа)
Креативни центар jе издавачка кућа основана 1989. године. Пратећи своје основне циљеве — развијање дечје креативности, подстицање дружења деце и одраслих, унапређивање стваралачких метода у образовању, неговање бољих односа међу људима и према природи — постао је највише награђивани издавач књига за децу у Србији.
Од 1989. године до данас објавио је више од 1300 наслова. Креативни центар је као излагач присутан скоро двадесет година на Сајму књига у Болоњи и више од десет година на Сајму књига у Франкфурту.

## Историја
Креативни центар је породично предузеће које је основао др Симеон Маринковић, а затим су му се придружиле и ћерке Љиљана Маринковић и Славица Марковић. Пре оснивања Креативног центра Симеон Маринковић је радио као учитељ, наставник и професор на Филозофском факултету у Нишу, на Катедри за српски језик и књижевност. Аутор је и коаутор великог броја књига за децу и младе, као и бројних уџбеника за основну школу. Добитник је многих награда, међу којима су и Награда Политикиног Забавника за књигу Стилске игре, Награда Доситејево перо за Приче о Светоме Сави и многе друге. Аутор је неколико уџбеника за предшколце и основце који су добили Награду Најбољи европски уџбеник.
Првa књигa билa je сликовницa за подстицање креативности најмлађих Мачка, из едиције под називом Жапче (1989). Касније се продукција ширила ка старијим узрастима, уз истовремено пружање подршке родитељима и професионалцима који раде с децом.

## Домаћа и страна издања
Креативни центар је издавач многих бестселера, од којих су неки стекли популарност и у другим земљама. Почетак рада посебно је обележила сарадња са илустратором Добросавом Бобом Живковићем, који је на свој препознатљив начин илустровао преко 100 издања Креативног центра. Печат визуелном идентитету куће данас даје Душан Павлић, познати илустратор и дугогодишњи ликовни уредник Креативног центра.
Симеон Маринковић, оснивач издавачке куће Креативни центар, аутор је и коаутор великог броја књига за децу и младе, као и бројних уџбеника за основну школу. Чувени су серијали књига о дечаку Мишку Пишку и девојчици Ани, као и збирке песама, сликовнице за најмлађе, али и многи радни листови за предшколце и уџбеници за основце.
Креативни центар објављује домаћа и страна издања разних жанрова, као што су сликовнице за децу различитог узраста, вежбанке, бојанке, романи за основце и средњошколце, популарна наука, народна књижевност, популарна психологија, интерактивне књиге, историјске књиге, звучне књиге, књиге о родитељству, књиге за васпитаче и наставнике, а такође и уџбенике и лектиру.
Од око 1300 објављених наслова Креативног центра половину чине дела домаће продукције. Према речима директорке Љиљане Маринковић, „ангажовање домаћих писаца и илустратора изузетно је важно и ауторима може помоћи да се развију и прикажу у свету”. Неки од бестселера домаћих аутора јесу књиге из едиције Шта све Ана зна Симеона Маринковића и Душана Павлића, приручник Секс за почетнике Јасминке Петровић и Боба Живковића, Књига за сваку девојчицу Виолете Бабић и многе друге.
Креативни центар је објавио дела многих домаћих писаца, међу којима су Бранко Ћопић, Добрица Ерић, Јасминка Петровић, Весна Алексић, Симеон Маринковић, Драгана Младеновић, Ивана Нешић, Златко Васић, Ивана Лукић, Весна Видојевић Гајовић, Весна Ћоровић Бутрић, Дејан Алексић, Виолета Бабић, Вера Смиљанић и други.
Око 130 наслова домаћих аутора преведено је на више од 30 језика и објављено у више од 60 земаља.
У издању Креативног центра објављено је преко 600 књига преведених са страних језика. Највише превода има са енглеског, француског, италијанског и шведског језика. За едицију романа Свет је један преведене су књиге из 23 земље.
Међу преведеним књигама налазе се дела аутора као што су: Џулија Доналдсон, Анђела Нанети, Беатриче Мазини, Ђани Родари, Јувал Ноа Харари, Ерик Хил, Патрик Нес, Мег Розоф, Луи Стоувел, Оливер Џеферс, Свен Нурдквист, Улф Старк, Астрид Линдгрен, Марија Пар, Кристин Рушифте, Жозе Сарамаго, Карла Маја де Алмеида, Карлос Гонсалес и многи други.
Ова издавачка кућа добитник је осам награда за најбољи уџбеник које додељује Европско удружење издавача уџбеника. Поред штампаних уџбеника, у понуди има и дигиталне уџбенике за ученике основне школе.

## Сајмови у Србији и свету
Креативни центар је редован учесник на сајмовима књига у Србији и региону, као и на најважнијим светским сајмовима. Као излагач је присутан скоро двадесет година на Сајму књига у Болоњи и више од десет година на Сајму књига у Франкфурту. Излагач је на сајмовима књига у Београду, Новом Саду, Нишу, Бањалуци, Загребу, као и на Сајму нових технологија у Београду. У оквиру Београдског сајма књига угостио је и бројне стране писце. У претходних десетак година гости Креативног центра били су Анђела Нанети из Италије, Џуди Кертин из Ирске, Оливер Ушман из Немачке, Александар Секулов из Бугарске, Кристоф Мори из Француске, Јудита Берг из Мађарске, Онџаки из Анголе, Алис Виеира из Португалије, Оса Линд, Улф Старк и Свен Нурдквист из Шведске, Колин Крејг из Канаде и други.
Аутори Креативног центра често путују по Србији и представљају своје књиге у разним срединама, од школа и вртића до културних центара и библиотека.

## Књижаре
Године 2013. отворена је прва Клуб књижара Креативног центра, смештена на првом спрату Тржног центра Еуроцентар у Београду. Поред књига за децу и младе Креативног центра и других издавача, књижара у понуди има и разна дидактичка средства и школски прибор.
Простор књижаре је 2017. године проширен посебно опремљеним кутком у којем се неколико пута месечно одржавају различити читалачки програми и бесплатне радионице за децу.
Године 2020. отворене су и Клуб књижара на Новом Београду и Клуб књижара у Нишу.

## Награде
Издања Креативног центра освојила су више од стотину домаћих и међународних награда. Креативни центар је два пута проглашен издавачем године по избору Библиотеке града Београда и једном по избору жирија Међународног сајма књига у Београду.
Награда Београдског сајма књига за најбољу дечју књигу:
- Све је у реду Јасминке Петровић, 2017.[9]
- Лепенски Вир Душана Борића, 2015.[10]
- Кога се тиче како живе приче Дејана Алексића, 2013.
- Едиција Овако се живело, 2008.[10]
- Дај ми крила један круг Владимира Андрића, 2006.[10]
- Народне песме и игре, 2005.[10]
- Едиција Пустоловине, 2003.[10]
- Збирка народне поезије за децу У марами јабука, 2002.[10]

Награда Невен организације Пријатељи деце Србије:
- Јасминка Петровић за књигу 100 лица столица у области белетристике и Борис Кузмановић за књигу Бабарога у категорији најбоље илустровано дело, 2021.[11]
- Чедомила Маринковић за књигу Јевреји у Београду (1521—1942) у области популарне науке, 2020.[12]
- Гордана Малетић за књигу Лутања баштенских патуљака у области белетристике и Марица Кицушић за књигу Наша гошћа година у категорији најбоље илустровано дело, 2019.[13]
- Весна Алексић за књигу Сазвежђе виолина у области белетристике, 2018.[14]
- Златко Васић за књигу Чудесно путовање у области белетристике, 2017.[15]
- Татјана Михајилов-Крстев за књигу 50 експеримената из живог света у области популарне науке, 2017.[16]
- Јасминка Петровић за књигу Лето када сам научила да летим у области белетристике, 2015.
- Душан Павлић за књигу Стилске игре у категорији најбоље илустровано дело, 2014.[17]
- Ивана Лукић за књигу Игра одрастања у области популарне науке, 2014.[18]
- Александар Золотић за књигу Музичар с цилиндром и цветом на реверу у категорији најбоље илустровано дело, 2013.
- Ивана Нешић за књигу Зеленбабини дарови у области белетристике, 2013.[19]
- Миленко Стевановић за књигу Београд за децу у категорији најбоље илустровано дело, 2012.[20]
- Никола Божић за књигу Астрономија у области популарне науке, 2012.[20]
- Милутин Тадић за књигу Картографија у области популарне науке, 2011.[21]
- Душан Петричић за књигу Кућни духови у категорији најбоље илустровано дело, 2010.[20]
- Недељко Тодоровић за књигу Метеорологија, 2009.[22]
- Мирољуб Милутиновић Брада за књигу Одбрана и војевање у категорији најбоље илустровано дело, 2008.[20]
- Томислав Сенћански за књигу Чудеса електрицитета у области популарне науке, 2007.[20]
- Милан Павловић, Ивица Стевановић и Коста Миловановић за књигу Дај ми крила један круг у категорији најбоље илустровано дело, 2006.[23]
- Тихомир Челановић за књигу Басне у категорији најбоље илустровано дело, 2005.[20]
- Добросав Боб Живковић за књигу Љутито мече у категорији најбоље илустровано дело, 2004.[20]
- Јасминка Петровић и Ана Пешикан за књигу Како постати и остати глуп у области популарне науке, 2004.[10]
- Мања Стојић за илустрацију књиге Облици, 2002.[10]
- Добросав Боб Живковић за књигу Српске народне бајке у категорији најбоље илустровано дело, 2000.[10]
- Душан Павлић за књигу С децом око света у категорији најбоље илустровано дело, 1998.[20]
- Татјана Родић за књигу С децом око света у области популарне науке, 1998.[20]
- Драгослава Гуњић за књигу Хемија и ја у области популарне науке, 1996.[20]
- Дијана Плут и Љиљана Маринковић за књигу Конфликти и шта са њима у области популарне науке, 1994.[10]
- Добросав Боб Живковић за књигу Конфликти и шта са њима у категорији најбоље илустровано дело, 1994.[10]
- Добросав Боб Живковић за књигу Упознавалица у категорији најбоље илустровано дело, 1993.[10]

Награда УЛУПУДС-а:
- Ана Петровић, ауторка књиге Стрипотерапија — специјално признање за младог дизајнера за алтернативно стрип-издање домаћих аутора, 2022.[24]
- Монографија Добросав Боб Живковић у категорији за монографију о савременом ствараоцу, 2019.[25]
- Борис Кузмановић за илустрацију књиге Дар-мар, 2019.
- Алекса Јовановић за илустрацију књиге Мачак Марко и друге приче, 2015.[10]
- Душан Павлић за илустрацију књиге Стилске игре, 2014.[10]
- Александар Золотић за илустрацију књиге Астрономија, 2012.[10]
- Добросав Боб Живковић за илустрацију књиге Како да најлакше упропастите рођено дете, 1996.[10]

Награда Захарије Орфелин Међународног сајма књига у Новом Саду за најлепшу дечју књигу:
- Стрипотерапија Ане Петровић, Друга награда, 2023.[26]
- Љубимац Сање Кованџић Агатоновић, са илустрацијама Бориса Кузмановића, Трећа награда, 2023.[26]
- Дар-мар Драгане Младеновић, са илустрацијама Бориса Кузмановића, Друга награда, 2020.
- Наша гошћа година Добрице Ерића, са илустрацијама Марице Кицушић, Прва награда, 2020.
- Стилске игре 2 Симеона Маринковића, са илустрацијама Душана Павлића, Специјална награда, 2017.[10]
- Мјесец и његова бака Бранка Ћопића, са илустрацијама Данијела Савовића и дизајном Душана Павлића, Трећа награда, 2006[10]
- Народне песме и игре, са илустрацијама Марка Сомборца и дизајном Андреја Војковића, Похвала, 2006[10]
- Палчица, Андерсенова бајка, са илустрацијама Весне Моравић-Балкански, Прва награда, 2006.[10]
- Тајни живот Хранислава Добрића Чедомира Петровића, са илустрацијама Добросава Боба Живковића, Трећа награда за ликовно и техничко уређење, 2004.[10]
- Едиција Пустоловине, Прва награда за ликовно и техничко уређење, 2004.[10]
- Плашљиво лавче Симеона Маринковића, са илустрацијама Душана Павлића, Друга награда за ликовно и техничко уређење, 2004.[10]

Награда Политикиног Забавника за најбоље књижевно дело за младе:
- Црна птица Александре Јовановић, 2020.[27]
- Све је у реду Јасминке Петровић, 2017.[28]
- (Не) питај ме како сам Иване Лукић, 2015.[29]
- Стилске игре Симеона Маринковића и Ципела на крају света Дејана Алексића, 2014.[30]
- Водич за рођендане Љиље Марјановић и Станке Брдар, 2005.[10]

Награда дечје критике Доситејево перо:
- Све што (ни)сам очекивала Драгане Младеновић, Трећа награда у категорији књига за старији узраст, 2022.[31]
- Витешка авантура с деспотом Стефаном Јелене Шупут и Горане Лемајић, Друга награда у категорији књига за млађи узраст, 2022.[32]
- Све што (ни)сам желела Драгане Младеновић, Трећа награда у категорији књига за старији узраст, 2021.
- У потрази за сунцем Иване Лукић, Друга награда у категорији књига за млађи узраст, 2021.[33]
- Шумски дерби Златка Васића, Трећа награда у категорији књига за старији узраст, 2020.[34]
- Принцезин глобус Весне Алексић, Трећа награда у категорији књига за млађи узраст, 2020.[34]
- Лутања баштенских патуљака Гордане Малетић, Прва награда у категорији књига за млађи узраст, 2020.[34]
- На крилима радости Симеона Маринковића, Прва награда у категорији књига за млађи узраст, 2019.[35]
- О дугмету и срећи Јасминке Петровић, Прва награда у категорији књига за млађи узраст, 2019.[35]
- Чудесно путовање Златка Васића, Трећа награда у категорији књига за млађи узраст, 2017.[36]
- Прво летовање једног мачка Весне Видојевић Гајовић, Друга награда у категорији књига за млађи узраст, 2017.[36]
- Триста славујевих песама Радомира Путниковића, Друга награда у категорији књига за млађи узраст, 2016.[37]
- Лето када сам научила да летим Јасминке Петровић, Прва награда у категорији књига за старији узраст, 2015.[38]
- Благо воћа и поврћа Добрице Ерића, Друга награда у категорији књига за млађи узраст, 2015.[10]
- Од читања се расте Јасминке Петровић, Прва награда у категорији књига за млађи узраст, 2013.
- Ловац на маслачке Весне Алексић, Друга награда у категорији књига за старији узраст, 2014.[10]
- Чајник Жилберовог прадеде Гордане Здјелар, Трећа награда у категорији књига за млађи узраст, 2009.[10]
- Ово је најстрашнији дан у мом животу Јасминке Петровић, Прва награда у категорији књига за старији узраст, 2006.[39]
- Музика тражи уши Дејана Алексића у категорији књига за старији узраст, 2008.[30]
- Приче о Светоме Сави Симеона Маринковића у категорији књига за млађи узраст, 2005.[10]

Признање White Ravens каталога Међународне библиотеке за децу у Минхену (International Youth Library):
- Бабарога Јелене Живановић, са илустрацијама Бориса Кузмановића, 2022.[40]
- Црна птица Александре Јовановић, 2021.[41]
- Дaр-мaр Драгане Младеновић, са илустрацијама Бориса Кузмановића, 2020.[42]
- Лето када сам научила да летим Јасминке Петровић, 2016.[38]
- Кога се тиче како живе приче Дејана Алексића, 2015.[30]